# Liste des conseillers départementaux de la Côte-d'Or
Pour un article plus général, voir Conseil départemental de la Côte-d'Or.

## Anciens conseiller généraux
- Jean-Baptiste-Charlemagne Louis-Bazile de 1830 à 1860.
- Paul Cunisset-Carnot de 1880 à 1886, écrivain, militaire, officier de la légion d'honneur ainsi qu'homme de justice et politique Républicain.
- Ferdinand Marey-Monge (1803-1869), maire et président de la société de secours mutuels de Chambolle, chevalier de la Légion d'honneur
- Guillaume Félix Alphonse Marey-Monge (1818-1877), frère du précédent, maire de Pommard, conseiller général du canton de Gevrey (1861), député de la Côte-d'Or au Corps législatif (Second Empire) (1861-1870)

## Composition du conseil départemental de laCôte-d'Or(46 sièges)
0Le conseil départemental de la Côte-d’Or comprend 46 conseillers départementaux issus des 23 cantons de la Côte-d'Or.
|                                      |       |          |      |                            |
| Président du Conseil départemental   |       |          |      |                            |
| François Sauvadet (UDI)              |       |          |      |                            |
| Parti                                | Sigle | Sigle    | Élus | Groupes                    |
| Majorité (28 sièges)                 |       |          |      |                            |
| Les Républicains                     |       | LR       | 15   | La Côte-d'Or passionnément |
| Union des démocrates et indépendants |       | UDI      | 5    | La Côte-d'Or passionnément |
| Divers droite                        |       | DVD      | 7    | La Côte-d'Or passionnément |
| Horizons                             |       | Horizons | 1    | La Côte-d'Or passionnément |
| La République en marche              |       | LREM     | 0    |                            |
| Opposition (18 sièges)               |       |          |      |                            |
| Parti socialiste                     |       | PS       | 11   | Côte-d'Or Terres d'avenir  |
| Divers gauche                        |       | DVG      | 3    | Côte-d'Or Terres d'avenir  |
| Europe Écologie Les Verts            |       | EÉLV     | 2    | Côte-d'Or Terres d'avenir  |
| Génération.s                         |       | G.s      | 1    | Côte-d'Or Terres d'avenir  |
| Cap21                                |       | Cap21    | 1    | Côte-d'Or Terres d'avenir  |

## Liste des conseillers départementaux de laCôte-d'Or
| Canton                 | Conseiller Élu             | Parti | Parti             |
| ---------------------- | -------------------------- | ----- | ----------------- |
| Arnay-le-Duc           | Isabelle Cognard           |       | DVG               |
| Arnay-le-Duc           | Pierre Poillot             |       | PS                |
| Auxonne                | Marie-Claire Bonnet-Vallet |       | UDI               |
| Auxonne                | Sébastien Sordel           |       | UDI               |
| Beaune                 | Pierre Bolze               |       | LR                |
| Beaune                 | Charlotte Fougere          |       | LR                |
| Brazey-en-Plaine       | Emmanuelle Coint           |       | LR                |
| Brazey-en-Plaine       | Gilles Delepau             |       | DVD               |
| Châtillon-sur-Seine    | Valérie Bouchard           |       | DVD               |
| Châtillon-sur-Seine    | Hubert Brigand             |       | LR                |
| Chenôve                | Patrick Audard             |       | PS                |
| Chenôve                | Caroline Carlier           |       | G.s               |
| Chevigny-Saint-Sauveur | Guillaume Ruet             |       | LR                |
| Chevigny-Saint-Sauveur | Viviane Vuillermot         |       | LR                |
| Dijon-1                | Clémentine Barbier         |       | LR                |
| Dijon-1                | François-Xavier Dugourd    |       | LR                |
| Dijon-2                | Billy Chrétien             |       | EÉLV              |
| Dijon-2                | Nathalie Koenders          |       | PS                |
| Dijon-3                | Hamid El Hassouni          |       | PS                |
| Dijon-3                | Catherine Hervieu          |       | EÉLV              |
| Dijon-4                | Nuray Akpinar-Istiquam     |       | PS                |
| Dijon-4                | Benoît Bordat              |       | Cap21             |
| Dijon-5                | Christophe Avena           |       | PS                |
| Dijon-5                | Marie-Thérèse Pugliese     |       | PS                |
| Dijon-6                | Céline Maglica             |       | PS                |
| Dijon-6                | Massar N'Diaye             |       | PS                |
| Fontaine-lès-Dijon     | Patrick Chapuis            |       | LR                |
| Fontaine-lès-Dijon     | Patricia Gourmand          |       | LR                |
| Genlis                 | Martial Mathiron           |       | DVG               |
| Genlis                 | Gaëlle Thomas              |       | DVG               |
| Is-sur-Tille           | Charles Barrière           |       | LR                |
| Is-sur-Tille           | Catherine Louis            |       | UDI               |
| Ladoix-Serrigny        | Anne Parent                |       | DVD               |
| Ladoix-Serrigny        | Denis Thomas               |       | LR                |
| Longvic                | Christophe Lucand          |       | PS                |
| Longvic                | Céline Tonot               |       | PS                |
| Montbard               | Marc Frot                  |       | UDI               |
| Montbard               | Laurence Porte             |       | UDI puis Horizons |
| Nuits-Saint-Georges    | Valérie Dureuil            |       | DVD               |
| Nuits-Saint-Georges    | Hubert Poullot             |       | LR                |
| Saint-Apollinaire      | Christine Blanc            |       | DVD               |
| Saint-Apollinaire      | Laurent Thomas             |       | LR                |
| Semur-en-Auxois        | Martine Eap-Dupin          |       | LR                |
| Semur-en-Auxois        | François Sauvadet          |       | UDI               |
| Talant                 | Alain Lamy                 |       | DVD               |
| Talant                 | Céline Vialet              |       | DVD               |